# Northern Light (album)
Northern Light è il quinto album in studio del gruppo musicale futurepop svedese Covenant, pubblicato nel 2002.

## Tracce
1. Monochrome – 5:00
2. Call the Ships to Port – 4:56
3. Bullet – 5:02
4. Invisible & Silent – 4:38
5. Prometheus – 5:40
6. We Stand Alone – 5:29
7. Rising Sun – 6:00
8. Winter Comes – 4:56
9. We Want Revolution – 4:44
10. Scared – 6:59
11. Atlas – 5:15